# ستيف هينسون
ستيف هينسون (بالإنجليزية: Steve Henson)‏ مواليد 2 فبراير 1968 في جنكشن سيتي، هو مدرب كرة سلة أمريكي ولاعب معتزل. بدأ مسيرته الاحترافية في سنة 1990. تم اختياره من قبل فريق ميلووكي باكز خلال الدرافت. يبلغ طوله 5 قدم 11 بوصة (1.8 م). اعتزل اللعب في 1999. أحرز خلال مسيرته في الإن بي إيه 737 نقطة بمعدل 3.1 نقاط في المباراة الواحدة.

## المسيرة الاحترافية
لعب مع ميلووكي باكز من سنة 1990 إلى 1992، ثم لعب مع أتلانتا هوكس في موسم 1992–1993، ثم لعب مع شارلوت هورنتس في سنة 1993، ثم لعب مع بورتلاند ترايل بلايزرز في موسم 1994–1995، ثم لعب مع فيرتوس روما في الدوري الإيطالي من سنة 1995 إلى 1997، ثم لعب مع ديترويت بيستونز في سنة 1998.

## روابط خارجية
- ستيف هينسون على موقع إن بي أي (الإنجليزية)
- ستيف هينسون على موقع سبورتس رفرنس (الإنجليزية)
- ستيف هينسون على موقع كرة السلة الأوروبية.كوم (الإنجليزية)
- ستيف هينسون على موقع كلية كرة السلة في سبورتس رفرنس.كوم (الإنجليزية)
- ستيف هينسون على موقع ريلجم (الإنجليزية)
- ستيف هينسون على موقع بروبوليرز (الإنجليزية)
- ستيف هينسون على موقع سبورتس رفرنس (الإنجليزية)
- ستيف هينسون على موقع كلية كرة السلة في سبورتس رفرنس.كوم (الإنجليزية)
- ستيف هينسون على موقع قاعة كنساس للمشاهير الرياضية (مؤرشف) (الإنجليزية)